# Lusura ancha
Lusura ancha är en fjärilsart som beskrevs av William Schaus 1921. Lusura ancha ingår i släktet Lusura och familjen tandspinnare. Inga underarter finns listade i Catalogue of Life.